# Nicolau Maria Rubió i Tudurí
Nicolau Maria Rubió i Tudurí (Maó, Menorca 5 de febrer de 1891 - Barcelona 4 de maig de 1981) fou un arquitecte, dissenyador de  jardins, urbanista, però també dramaturg menorquí, periodista i traductor.

## Biografia
Era el més gran dels cinc fills del militar Marià Rubió i Bellver i nebot de l'arquitecte Joan Rubió i Bellver. L'any 1897 van marxar a viure a Barcelona, on el pare fou ascendit a comandant, i la casa familiar del Tibidabo va esdevenir molt aviat punt de trobada de diversos intel·lectuals de la ciutat. Es graduà el 1915 a l'Escola d'Arquitectura de Barcelona, obtenint el títol el 13 de març de 1916. Fou deixeble de Francesc d'Assís Galí i de Jean Claude Nicolas Forestier. Després fou professor d'arquitectura de jardins a l'Escola Superior dels Bells Oficis i el 1917 director de Parcs i jardins de Barcelona.
El 1917 va ser nomenat director de Parcs i Jardins de l'Ajuntament de Barcelona, càrrec que va ocupar durant dues dècades. El 1918 és triat pel marques de Roviralta, Raül Roviralta, pel disseny i construcció dels Jardins de Santa Clotilde de Lloret de Mar, projecte que finalitza en el 1926. El 1920 fou nomenat secretari de la Ciutat-Jardí, on col·laborà amb Forestier en la realització del parc de Montjuïc i el 1925 va dissenyar el primer jardí de paisatge de Catalunya a la plaça de Francesc Macià, de Barcelona. El 1922 participà en el disseny del pavelló de Ràdio Barcelona al Tibidabo, i va introduir a Catalunya les tendències de Le Corbusier. Quan es va celebrar l'Exposició Internacional de 1929 li encarregaren els hotels de la plaça d'Espanya, on alterna el classicisme amb l'ús del maó vist, i aprofita l'Exposició per a presentar amb R. Argilés el projecte Barcelona futura, on potenciava el creixement natural. El 1932 participà en el Primer Congrés d'Arquitectes de Llengua Catalana en la ponència de política urbanística. Crea el Viver de Can Borni, situat a prop del Tibidabo, com a jardí d'aclimatació de plantes de tot el món, inspirant-se en els jardins que més admirava: els jardins llatins i àrabs, com els de l'Alhambra de Granada. Va ser reformat íntegrament l'any 2006.
El 1932 la Generalitat de Catalunya, li va encarregar un projecte de planificació regional (regional planning). Com a resultat publicà, amb el seu germà Santiago Rubió i Tudurí, un Pla de Distribució en Zones del Territori Català. Simultàniament, el 1934 construí l'edifici de la Metro-Goldwyn-Mayer a Barcelona. Alhora, va publicar articles sobre arquitectura a D'Ací i d'Allà, Revista de Catalunya, Mirador, La Publicitat i Arquitectura i Urbanisme.
Exiliat a París durant la guerra civil espanyola, el 23 de juny de 1938, faria gestions a Londres com a delegat de la Generalitat de Catalunya amb Josep Maria Batista i Roca per tal d'aconseguir signar un armistici que aïllés Catalunya d'una Espanya que veia ja en mans de Franco.
No va tornar de l'exili fins al 1946, i des d'aleshores fins a la seva mort va treballar exclusivament en l'àmbit privat. El 1989 fou declarat fill predilecte de Maó a títol pòstum. Morí a Barcelona i fou sebollit al Cementiri de Sarrià.

## Obres

### Edificis
- 1928-Barcelona. Hotel de l'exposició a la plaça d'Espanya. Enderrocat.[2]

- 1934-Barcelona. Edifici de la Metro-Goldwyn-Mayer a c/Mallorca 201. Molt transformat i amb una remunta, conserva l'estil de la façana.[3]

### Dissenys de jardins
- Col·labora amb Forestier a l'enjardinament de la muntanya de Montjuïc, de 1915 a 1923.
- Jardins davant del Parlament de Catalunya (1916-1917)[3]
- Els Jardins de Santa Clotilde de Lloret de Mar (1919)
- Jardins del Palau Reial de Pedralbes (1927)[2]
- Viver de Can Borni, prop del Tibidabo (1929)
- Jardins del Turó Park de Barcelona (1933)
- Parc del Turó de la Peira (1936)
- Jardí vertical al carrer de Manacor, al Putxet (1951)[4]
- Jardins de la Torre Bertran (1962)[5]

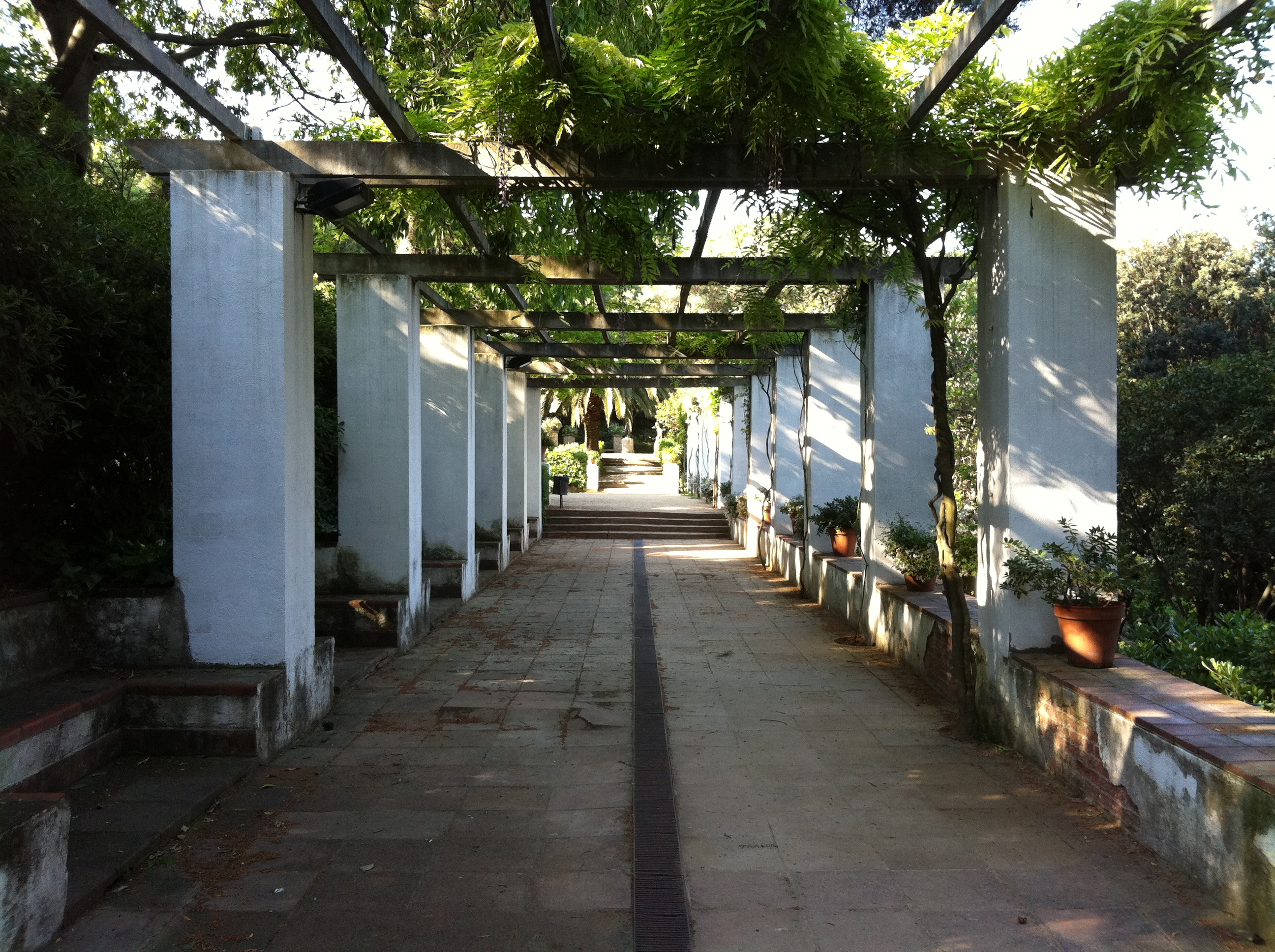
Jardins de Laribal, a la muntanya de Montjuïc (1915 a 1922)
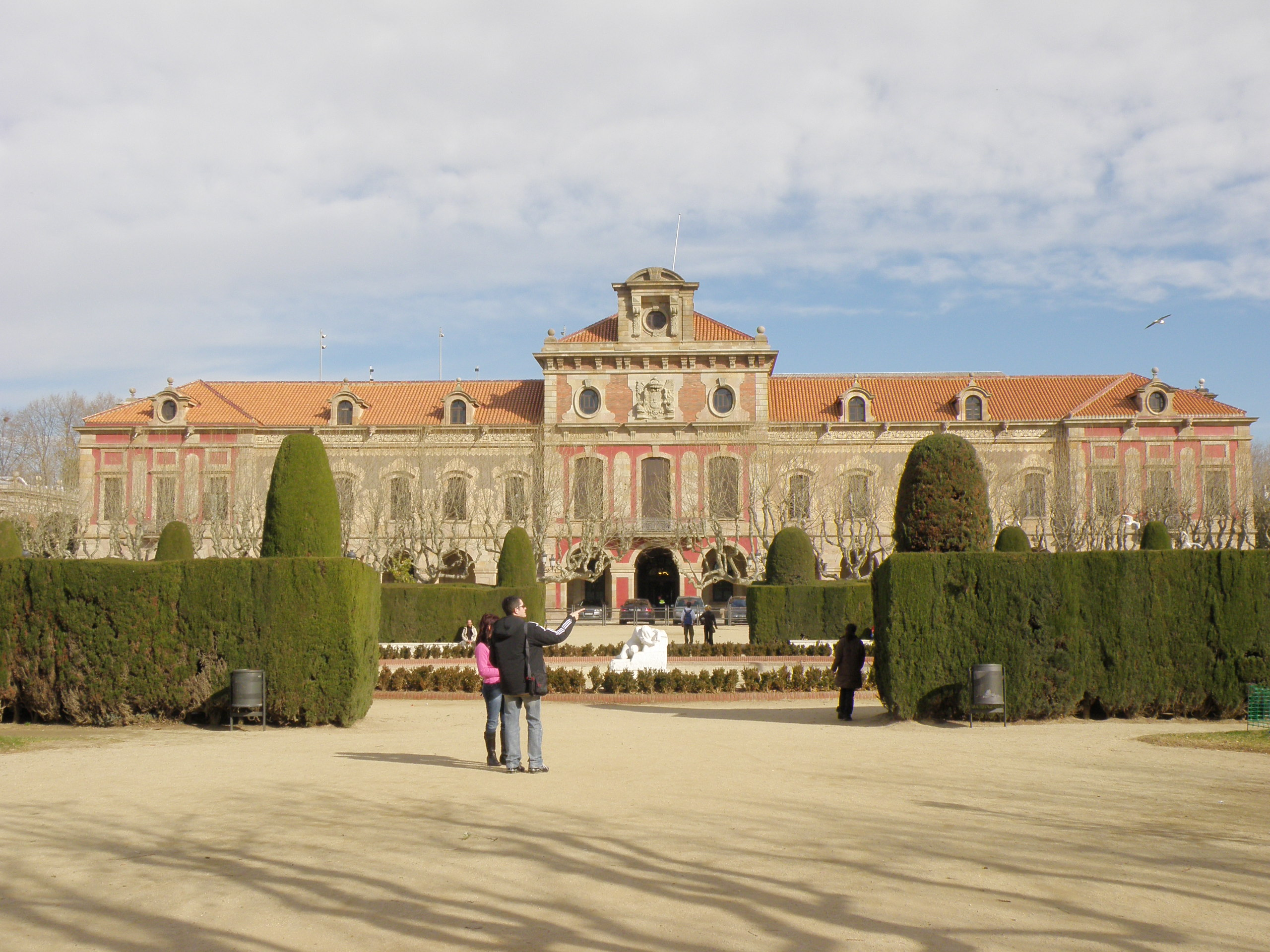
Jardins davant del Parlament de Catalunya (1917)
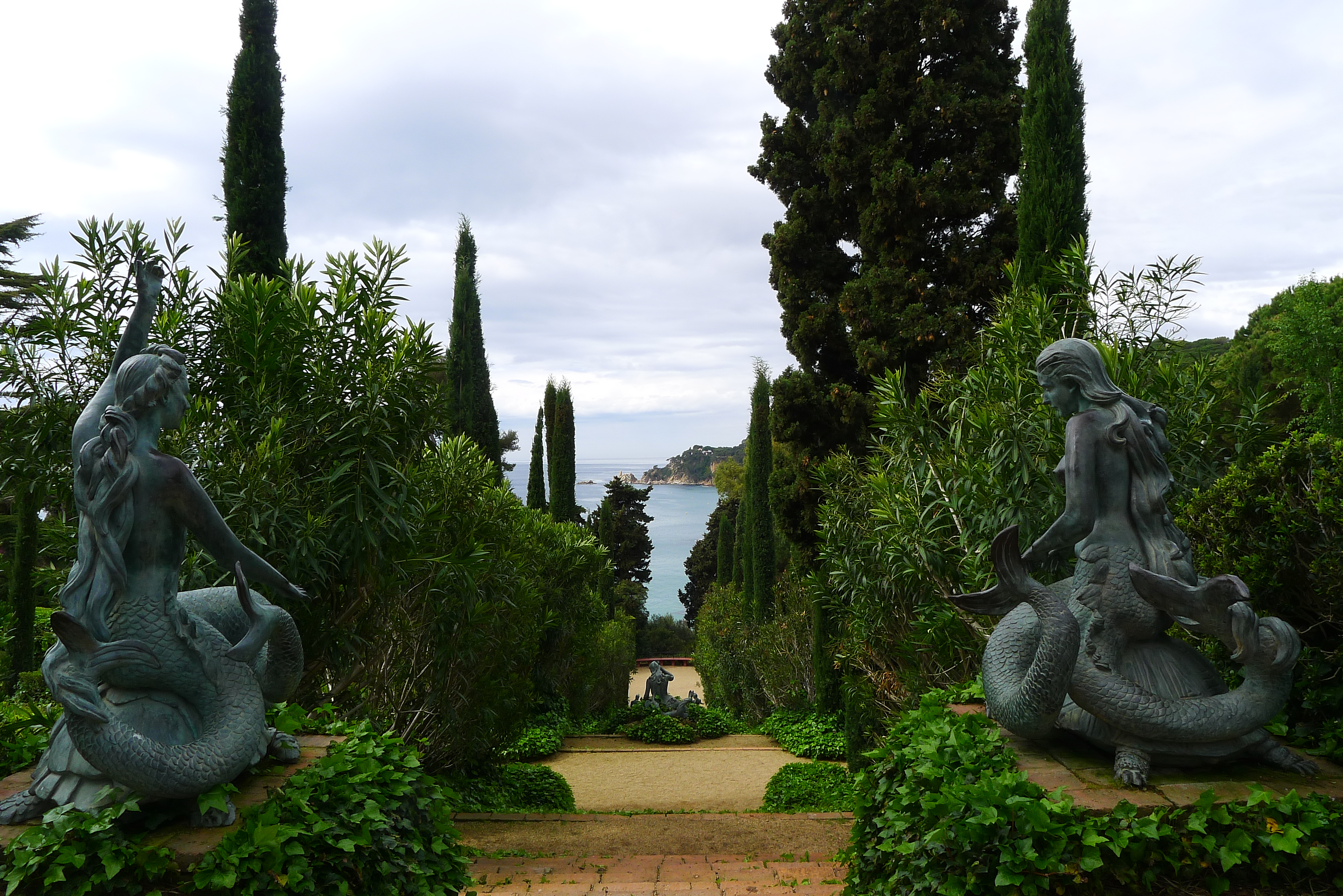
Jardins de Santa Clotilde, a Lloret de Mar (1919)
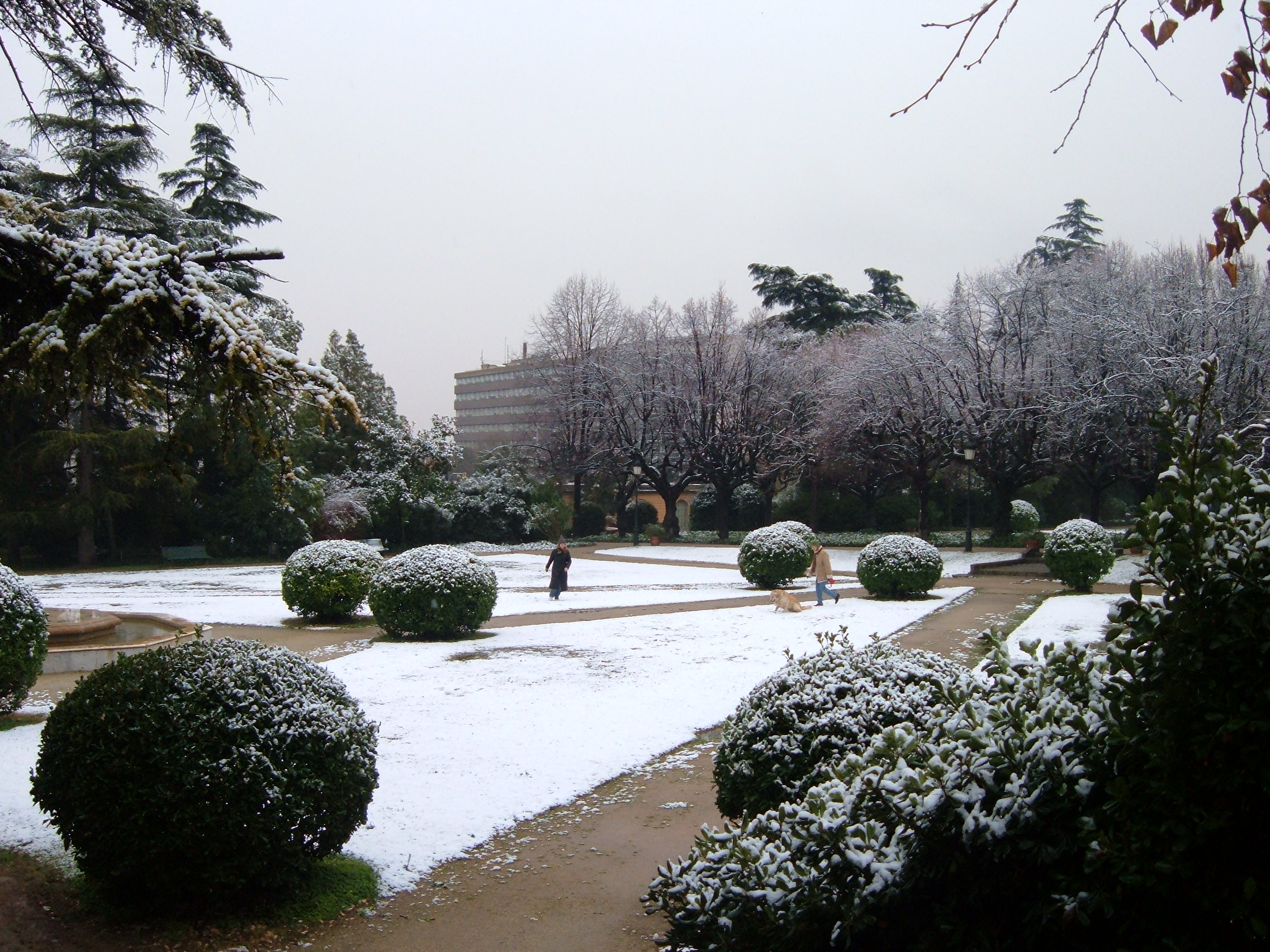
Jardins del Palau Reial de Pedralbes (1927)
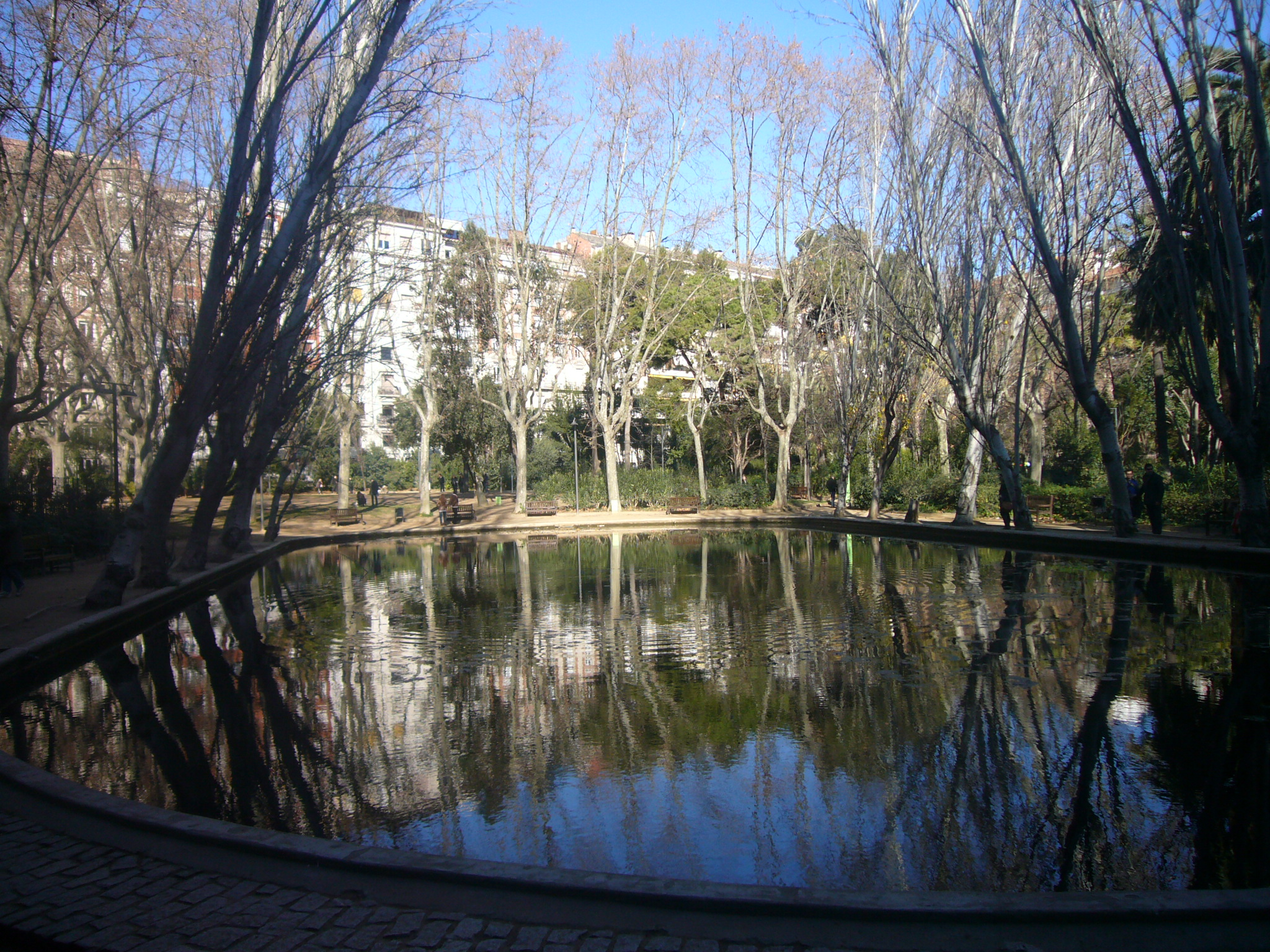
Turó Park (1933)

### Llibres
- Caceres a l'Àfrica tropical (Barcelona: Impremta Altés, 1926)
- Diàlegs sobre l'arquitectura (Barcelona: Impremta Altés,1927)
- Jardines de Barcelona (Barcelona: Ayuntamiento, 1929)
- Catalunya i Espanya, Societat Anònima (1930)
- Sahara-Níger (Barcelona: Llibreria Catalònia, 1932)
- Un sospir de llibertat: comèdia en cinc escenes. (Barcelona: 1932. Premi Ignasi Iglésias 1935)
- Catalunya amb Europa. Més enllà del separatisme (Barcelona: Les edicions de l'arc de Barà,1932)
- El litoral català en un conflicte mediterrani, l'exemple de la Segona Guerra Púnica. (Barcelona: Barcino, 1933)
- El jardí meridional: estudio de su trazado y plantación. (Barcelona: Salvat, 1934)
- Midas, rei de Frigia: faula dramàtica en cinc actes. (Barcelona: 1935)
- La patrie latine, de la Méditerranée à l’Amérique (Paris: La Nouvelle Édition, 1945)
- Cacera en el no-res (Barcelona: Grases,1954)
- Viatges i caceres a l'Àfrica negra (1960)
- No ho sap ningú (1961)
- Ulisses a l'Argòlida (Barcelona: Joaquim Horta,1962)
- El camell travat
- Un crim abstracte o el jardiner assassinat (Barcelona: Editorial Barna, 1965)
- Del Paraíso al jardín latino: origen y formación del moderno jardín latino. (Barcelona: Tusquets, 1981)